# Alaksandr Pruszynski

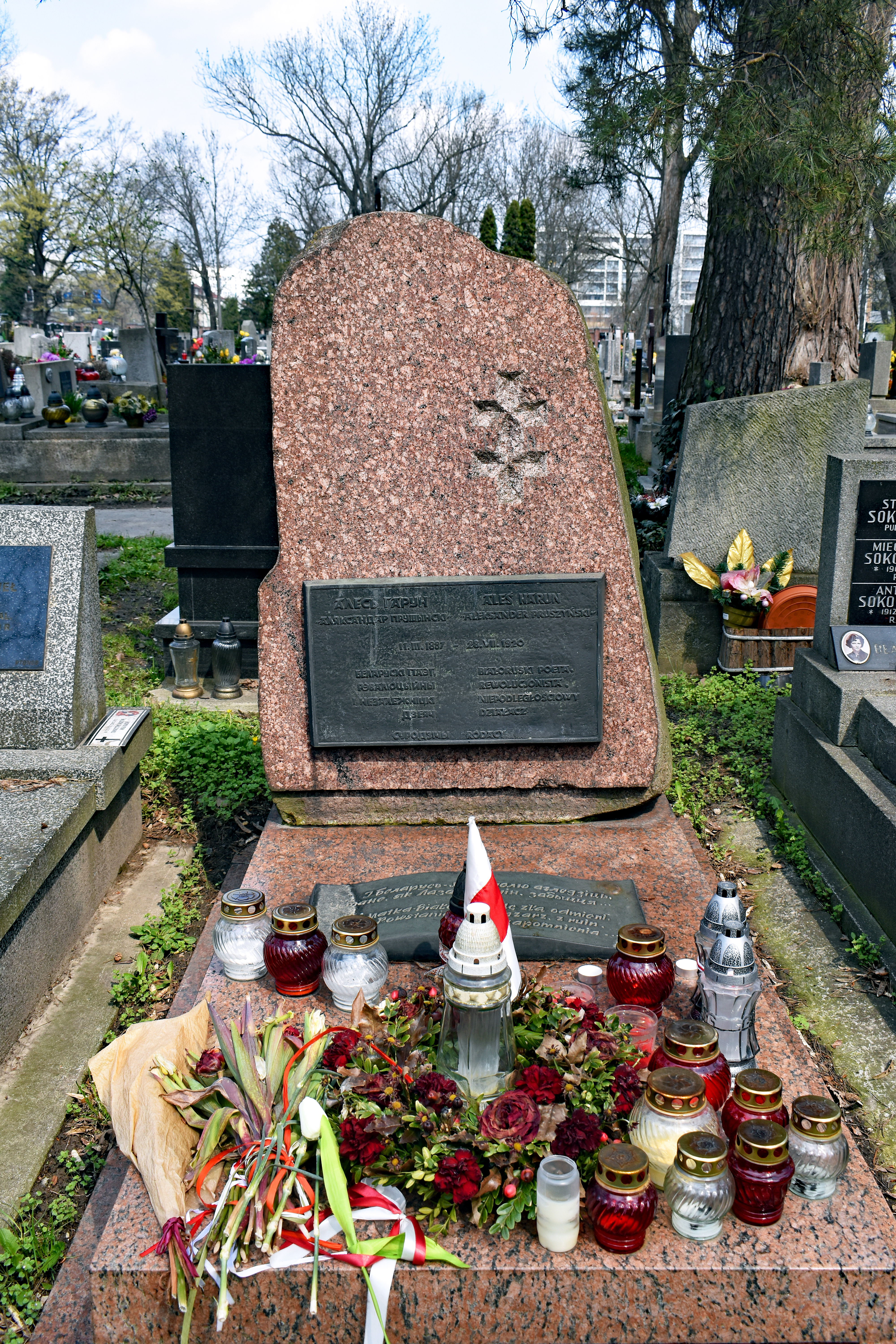
Grób Aliesia Haruna na cmentarzu Rakowickim

Alaksandr Pruszynski (biał. Аляксандр Прушынскі, pseudonimy: „Aleś Harun” „І. Жывіц”, „А. Сумны”, „А. Новадворскі”, „Сальвэсь” (ur. 11 marca 1887 w folwarku Nowy Dwór pod Mińskiem − zm. 28 lipca 1920 w Krakowie) – białoruski poeta, pisarz, publicysta i działacz narodowy.

## Życie
W 1897 roku ukończył miejską szkołę parafialną, zaś w 1902 szkołę kupiecką w Mińsku. Pracował jako stolarz w różnych drobnych warsztatach, a następnie w fabryce mebli. Nawiązał wówczas kontakty z białoruskimi niepodległościowymi działaczami socjalistycznymi. W roku 1904 wstąpił do Białoruskiej Partii Socjalistów-Rewolucjonistów.
4 marca 1907 roku, w nielegalnej drukarni w Mińsku, został aresztowany przez władze carskie za działalność rewolucyjną i osadzony w więzieniu w Mińsku, a następnie w Wilnie. W tym czasie rozpoczął pisać wiersze. Zadebiutował wierszem „Маці-Беларусі” wydrukowanym w piśmie „Nasza Niwa“. W lipcu 1908 roku skazano go na ciężkie roboty na Syberii, ale wyrok w listopadzie został zamieniony na zsyłkę do regionu irkuckiego. Przez 6 lat przebywał w Kireńsku, pracując jako stolarz i cieśla. W 1914 roku spławiał drewno na rzece Lenie, zaś od 1915 pracował w kopalniach złota w rejonie miejscowości Bodajbo. Wysyłał stamtąd swoje wiersze do pisma "Наша Ніва".
Po rewolucji lutowej we wrześniu 1917 roku mocno schorowany powrócił do Mińska. Opublikował zbiór wierszy "Матчын Дар", napisanych jeszcze na zsyłce. Pisał pod pseudonimami artykuły do różnych gazet i czasopism. Jego utwory ukazywały się w pismach „Наша Ніва”, „Беларус”, „Вольная Беларусь”. Głównym motywem jego twórczości literackiej był ruch narodowy Białorusinów, walka o niezależność i szczęście. Dużą rolę odgrywał symbolizm i silne odwołania do narodowej tradycji oraz przeżycia ze zsyłki na Syberię.
Alaksandr Pruszynski uczestniczył w grudniu 1917 roku w obradach I Zjazdu Wszechbiałoruskiego. Stanął na czele komitetu politycznego Najwyższej Rady Białoruskiej, odpowiedzialnego za opracowanie programu kongresu. Wiosną 1918 roku współzakładał Białoruską Partię Socjaldemokratyczną. Redagował gazetę „Беларускі шлях”. Po zajęciu Białorusi przez wojsko polskie zajął postawę pro-polską. 19 września 1919 roku spotkał się z Józefem Piłsudskim podczas jego pobytu w Mińsku. Wszedł w skład Białoruskiej Komisji Wojskowej.
W roku 1920 chory na gruźlicę wyjechał do Krakowa. Napisał tam książkę dla dzieci „Жывыя казкі для дзіцячага тэатру”, w skład której wchodziły 3 baśnie: „Хлопчык у лесе”, „Шчасьлівы чырвонец” і „Дзіўны лапаць, або Ня ўсё тое порах, што ў пораху ляжыць”. Zmarł 28 lipca tegoż roku. Pośmiertnie (jeszcze w 1920 roku) wyszedł w Wilnie jego poemat „Мае каляды”. Jego wiersze tylko raz − w 1929 roku − zostały opublikowane na sowieckiej Białorusi, potem do końca lat osiemdziesiątych jego twórczość była zakazana. Jego grób został odszukany dopiero w 1988 roku przez polskiego historyka narodowości białoruskiej Olega Łatyszonka.